# Anna és a király (regény)
Az Anna és a király Margaret Landon 1944-ben megjelent igaz történeten alapuló regénye.
Az 1862-ben Anna Leonowens, egy két gyermekes özvegyasszony Sziámba utazott, hogy Mongkut király gyermekeit és feleségeit angol nyelvre és tudományokra oktassa. Az országban töltött év alatt történt események alapján írta meg két emlékiratát, a The English Governess at the Siamese Court (1870) és a Romance of the Harem (1872) című műveket.
Margaret Landon átvette Leonowens egyes szám első személyű írásmódját, és történetét kibővítette olyan elemekkel, melyeket a sziámi népről és kultúráról szerzett más forrásokból. A könyvek tucatnyi nyelvre fordították le, és számos feldolgozás készült belőle, musical, több film, animációs film és televíziós sorozat.
A könyvet az Atlantic Monthly magazin így értékelte: „Varázslatos könyv. Minden szaván finoman átsüt írójának felkészültsége, és a bámulatos történetet humorral és megértéssel meséli el. És micsoda történet!” A The New York Times szerint a történettel az írónő egy ismeretlen, egzotikus múltba viszi el olvasóját.

## Magyarul
- Anna és a sziámi király. Regény; ford. Jenes Nándor; Nova, Bp., 1947
- Anna és a király; ford. Varga Ferenc; K.u.K., Bp., 2006